# Фокино (Марий Эл)
Фо́кино (мар. Вокан) — деревня в Советском районе республики Марий Эл. Входит в состав Вятского сельского поселения.

## Этимология
Название деревни происходит от имени первопоселенца Фоки.

## География
Деревня находится на Сернурском тракте (Йошкар-Ола — Сернур), на левом берегу реки Ронга (приток Малого Кундыша), руслом которой отделена от посёлка городского типа Советский, административного центра района.

### Часовой пояс
Деревня Фокино, как и вся Марий Эл, находится в часовой зоне МСК (московское время). Смещение применяемого времени относительно UTC составляет +3:00.

## Население
| 2010 |
| ---- |
| 94   |